# Ден на шегата
Денят на шегата се празнува в различни страни по света на 1 април всяка година. Денят на шегата не е официален празник, но е спечелил широка популярност и се празнува като ден, в който много хора се шегуват и разказват забавни небивалици на своите приятели, семейство, учители, съседи и колеги.

## Произход
Съществуват различни версии за произхода на деня на шегата.
Една от версиите за началото на традицията да се шегуваме на този ден е свързана с Франция от времето на крал Анри III и приемането в страната на Грегорианския календар. Още при предшественика му Шарл IX е направен опит (Русийонски едикт) да се реформира празнуването на Новата година, която обичайно се чества в страната в последната седмица на месец март, но той среща неодобрението на голяма част от поданиците. При Анри вече е утвърдено, че вместо 1 април за начало на календарната година ще се счита 1 януари. Все пак още дълго време поданиците на краля празнуват постарому, но онези, които все пак възприемат идеята, започват да изпращат новогодишни картички на 1 април на тези, които са привърженици на традицията, вече не толкова с поздравителен, колкото с шеговит и подигравателен характер. Установява се обичаят, онези които стават обект на шегите и лъжите на другите, на този ден да се наричат "първоаприлски риби", а за особено забавна, но и достатъчно невинна закачка бива прието да се лепят на гърбовете на "жертвите" изображения на шаран.
Друга история разказва, как празникът на хумора се е пренася в Англия през 1860 г., когато английски джентълмени са поканени на тържествена церемония по „изкъпването на белите лъвове“, която трябвало да се проведе на 1 април. Те не се усъмнили в странната церемония и завели и съпругите си на посоченото място. Във Великобритания 1 април е известен като Денят на глупците. Не така безобидно преминава появата му в Русия, където за първа проява в този смисъл се счита една фалшива аларма за пожар по времето на Петър I.
Възможно е първообраз на Деня на шегата да е фестивалът Хилария, празнуван в Древния Рим на 25 март за отзнаменуване на пролетното възраждане на природата. В днешно време - 21.век - в някои страни по света се провеждат специални празненства за Деня на шегата, сред които празникът Хуморина в Украйна. 
Добър източник на възможни шеги са различни произведения на изкуството с хумористичен или сатиричен стил, като карикатурите и комедиите, както и клоунадата. Съществува огромен обем забавна литература, която също могат да се взаимстват весели истории и шеги.
Интересни в това отношение са и някои забавни инициативи, като наградите "Дарвин", "Иг-Нобел" и "Златна малинка".
В България, като най-шеговито настроени хора са известни шопите и жителите на град Габрово, които често са и предмет на хумористичните творби и прояви, а по света със същото са известни шотландците, испанците и чукчите.